# 持田薫
持田 薫（もちだ かおる、1976年3月20日 - ）は、日本のAV女優、ストリッパー。水城 久美（みずき くみ）、水城 久美子（みずき くみこ）の芸名でも活動した。
東京都出身。身長：160cm、スリーサイズ：B90-W60-H88（デビュー時）。血液型：AB型。
1990年代後半に活動した。2000年代のインディーズ系AVに出演したロリータ系AV女優の「持田薫（持田かおる）」、クリスタル映像の企画ものなどに出演する熟女系AV女優の「持田薫」はいずれも別人。

## 略歴
都立高校を卒業後、信用金庫勤務を経て、高校時代の同級生だったAV女優の愛川みなに誘われ業界入りした。1995年半ばより水城久美（または水城久美子）名義でFAプロの作品や宇宙企画、コロナ社の企画系AVに多数出演。その後持田薫と芸名を改め、1996年4月、『恥めまして!!』（VINL）で単体女優としてデビューした。多くの出演作で「巨乳」または「Eカップ」といったキャッチコピーが使われるなど、巨乳の美形AVアイドルとして売り出され、20本近いビデ倫単体作品を残す人気を得た。
AV誌のインタビューでは、出演作は擬似本番と本番のいずれもがあったとしている。AV男優の日比野達郎は、共演した際の印象について、『触り心地のいいオッパイとお尻』『よく濡れる、よく感じる』『とっても面白い、楽しい女の子』と評している。
1997年3月に発売された唯一の写真集『美少女SM vol.5』（三和出版）では全編でハードな緊縛グラビアを披露し、国内外の多くのSMサイトに画像が転載された。1997年後半からはAVでも『レースクイーン　蛇縛の淫麗コクピット』 （蛇縛）など数本のSM作品に出演、当時の単体AV女優としてはハードな被虐シーンを演じた。AVへの出演は1998年3月に発売された『女弁護士レイプ　怨念の執行猶予』（死夜悪）が最後で、以後復帰したことはない。
AVの他に、『ラブホテルの夜 2』（にっかつ）などのオリジナルビデオにも出演した。また1997年後半からは浅草ロック座などでストリッパーとしても活動した。

## 出演

### AV（FAプロ以外でのオリジナル作品）
特記したもの以外は持田薫名義
- 乙女っ娘倶楽部vol・1（YUMIKA 名義、1995年7月23日 ビッグモーカル）
- 原色VIDEO図鑑　女教師CLUB 7　（1995年9月30日、宇宙企画）　水城久美子名義
- 恥めまして!!　（1996年4月27日、VINL）
- 奥までびしょ濡れ　（1996年5月25日、VINL）
- イメクラ薫　Eカップボンバー　（1996年6月19日、TANK）
- ビザールの花嫁 3　（1996年7月18日、VINL）
- 美裸美裸　（1996年7月20日、FOREST （ソフト・オン・デマンド））
- 禁乱の女教師 2　〜インターン狩り〜　（1996年8月21日、VINL）
- 監禁陵辱　（1996年9月26日、VINL）
- やりすぎ家庭教師 5　先生! パンティが小さすぎます　（1996年10月14日、ミス・クリスティーヌ）
- Temptation 〜誘惑〜　（1996年11月21日、スーパービッグモーカル）
- ハイスクールレイプ　好きに犯らずはいられない!　（1996年12月6日、Diana）
- 涙の数だけ濡らされて　（1997年2月25日、Diana）
- 逆ソープ天国　（1997年3月21日、バビロン）
- 人間廃業　（1997年4月25日、バビロン）
- 持田薫の巨乳遊戯　（1997年5月12日、笠倉出版社）
- やりすぎ女教師 巨乳むしゃぶり編 2（1997年6月1日、芳友舎）※「やりすぎ家庭教師 5」を再編集したもの
- CAR SEX GRAPHIC 002　（1997年8月1日、ソフト・オン・デマンド）
- 裏・出血大制服 8　（1997年8月13日、アトラス）
- 天使は舞い降りた 持田薫（1997年10月25日、シェール）
  - 天使は舞い降りた 持田薫（2003年3月14日、HRC）※DVD版
- 奴隷女教師　背徳の戦慄　（1997年12月23日、シネマジック）
- 女子高生制服変態フェチスト VOL.1　（1997年、PINK （情報研究社））　持田かおる名義
- バスト・ディザィアー　この胸が憎い!!　（1998年1月9日、ON （ハムレット=ソフト・オン・デマンド））
- LINGERIE DOLLS vol.5　（1998年1月25日、宇宙企画）
- レースクイーン　蛇縛の淫麗コクピット　（1998年2月13日、蛇縛）
- アブノーマルカルテ　奴隷病棟　（1998年2月27日、シネマジック）
- 女弁護士レイプ　怨念の執行猶予　（1998年3月13日、死夜悪）

### AV（FAプロ作品・編集作品含む）
いずれも水城久美名義、共演者多数
- 婦女専用捕虜収容所　監獄レズビアン　（1995年6月10日、FAプロ - FA389）
- 女と女の愛欲をむさぼる60日　あいのじごく　（1995年7月25日、FAプロ - FA396）
- 家出娘洋子の肉体に群がる男たち　（1995年8月10日、FAプロ - FA401）
- 不良女子校生　桃色異性交遊大全集　（1995年9月10日、FAプロ - FA405）
- 男と女のSEX海岸物語　（1995年9月25日、FAプロ - FA408）
- 官能FUCK大全集　教師と教え子のただれた同棲生活　（1995年9月25日、FAプロ - FA410）
- 主婦・女学生・女店員・女工員・女医・女教師　ザ・婦女暴行大全集　（1995年11月10日、FAプロ - FA418）
- レズ野外SEX大全集　（1995年11月10日、FAプロ - FA419）
- 女子大生由美子19才　愛と性欲のアパート　（1995年12月10日、FAプロ - FA423）
- 非道徳的肉体関係　禁断のSEX大全集　（1996年1月15日、FAプロ - FA431）
- 中年男と女子校生のSEX大全集　（1996年1月25日、FAプロ - FA434）
- 教師と教え子　肉体関係大全集　（1996年3月10日、FAプロ - FA443）
- 婦女暴行脅迫大全集　騒ぐな!　しゃぶれ!　目をつむれ!　（1996年4月10日、FAプロ - FA447）
- ネコとタチ　官能の同性愛性戯大全集　（1997年8月25日、FAプロ - FA548）
- 陰湿アパートSEX大全集　SEXの匂う部屋　（1997年10月10日、FAプロ - FA555）
- 家出娘全集　（1998年5月10日、FAプロ - FA599）
- レズバイブレーション大全集　（1998年5月25日、FAプロ - FA601）
- 陰湿アパートSEX大全集　SEXまみれの部屋　（1999年6月30日、シネマK（FAプロ） - FA678）
- 二十歳のエロス　水城久美・SEX&キッス大全集　（2002年4月25日、FAプロ - FA887）

### AV（FAプロ以外での編集もの、BESTもの、DVD ほか）
- とくばんエレクトマガジン 	桜樹ルイ・持田薫・橘未稀・城麻美 ほか（1997年1月1日、アトラス21）
- シェールベストセレクション 3 小室友里・若菜瀬菜・持田薫 ほか 全5名（1997年9月5日、HRC）
- 逆ソープ天国 貸切スペシャル（1997年12月12日、アリスJAPAN）全5名
- シェール メモリアル グラフティー（1998年11月30日、HRC）全5名
- 官能女教師SPECIAL 6人の淫乱先生（2000年1月19日、KUKI）全6名
- 大巨乳緊縛スペシャル（2000年10月13日、シネマジック）全8名
- 鼻女倶楽部 3　新ノーズプレイコレクション（2000年12月8日、シネマジック）全15名
- テンプテーション 240minスペシャル（2000年12月21日、ビッグモーカル）全4名
- BIG MORKAL DVD ANTHOLOGY 50（2001年3月9日、ビッグモーカル）多数出演
- 縛乳 2（2001年8月24日、シネマジック）全8名
- TANKアーカイブ（2001年8月31日、KUKI KTD-007）全20名
- 天使は舞い降りた 持田薫（2003年3月14日、HRC）※DVD版
- 裏出血大制服ノーカット Vol.2（2003年7月31日、アトラス21）全4名

発売年不明
- 持田薫の乳に挟まれる。BUSTY HONEY（メディアバンク QT-03）VHS
- 女子校生制服変態フェチスト VOL.1 ルーズソックス編（情報研究社 PK-01）VHS
- SM女優大全集90 Vol.17 麻宮淳子・坂巻リオナ・持田薫 ほか（ビハインドザマスク RM-017）VHS
- 性服射コスプレ ナース編（東京C-Line SF-02）VHS ※「持田カオル」名義

### オリジナル・ビデオ
- ラブホテルの夜 2（1996年7月5日、にっかつ）監督:北川篤也 [4]
- 風俗の鉄人 2　素股天国・制服天国（1997年2月7日、BLUE MANTIS （販売：徳間ジャパン））監督:金田敬 [5]
- OLの性 4　復活（1997年2月1日、キャッチ（販売：ビームエンタテインメント））監督:川北高 他 [6]
- 淫撮グラフティ（1997年8月22日、TMC）監督:鎌田義孝 [7]

## 書籍

### 写真集
- 美少女SM vol.5　持田薫写真集　（1997年4月15日発行、三和出版）　ISBN 4883565092　撮影：杉浦則夫
- 超実物大　（1998年1月5日発行、ブックマン社）　ISBN 4893083368　撮影：野川イサム  オムニバス